# R-407C
R-407C è una miscela di idrofluorocarburi, usato come gas refrigerante.  Si tratta di una miscela zeotropica di difluorometano (R-32), pentafluoroetano (R-125) e 1,1,1,2-tetrafluoroetano (R-134a). Il gas difluorometano garantisce la capacità termica, il pentafuoroetano diminuisce l'infiammabilità, il tetrafluoroetano riduce la pressione. Le bombole di R-407C solitamente sono colorate di verde.
Questo gas refrigerante è stato inteso come sostituzione del gas R-22. La produzione di gas R-22 è stata vietata dal 2020 dal Protocollo di Montreal.
In condizioni standard il gas è incolore, non infiammabile, presente in forma gassosa. Viene impiegato principalmente in ambito industriale, refrigerazione con chiller. Si trova in classe di sicurezza dei gas refrigeranti A1.

## Proprietà chimico-fisiche
| Proprietà                                      | Valore                                                                            |
| ---------------------------------------------- | --------------------------------------------------------------------------------- |
| Formula                                        | \| CH2F2 \| R32 (23%) \| \| CF3CHF2 \| R125 (25%) \| \| CF3CH2F \| R134a (52%) \| |
| Peso molecolare (kg/kmol)                      | 86.2                                                                              |
| Punto di ebollizione (°C)                      | −43.8                                                                             |
| Densità fluido saturo (25 °C), kg/m3           | 1138                                                                              |
| Densità vapore saturo (25 °C), kg/m3           | 43.8                                                                              |
| Temperatura critica (°C)                       | 86.4                                                                              |
| Pressione critica, bar                         | 46.3                                                                              |
| Capacità termica liquido, 25 °C, (kJ/(kg·K))   | 1.533                                                                             |
| Capacità termica vapore, 1.013 bar (kJ/(kg·K)) | 1.107                                                                             |
| CH2F2                                          | R32 (23%)                                                                         |
| CF3CHF2                                        | R125 (25%)                                                                        |
| CF3CH2F                                        | R134a (52%)                                                                       |